# Відзнака за досконалість організації (США)

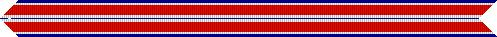
Почесна стрічка на Бойовий прапор для частини ПС США, відзначеної за досконалість організації

Відзнака за досконалість організації Повітряних сил (США) (англ. Air Force Organizational Excellence Award) — військова нагорода для військових формувань у Повітряних силах США за виняткові унікальні заслуги або дії організаційної структури, що утворена тимчасово, при виконанні функції, які зазвичай виконуються штатними структурними впорядкованими повітряними формуваннями: крилами, групами, ескадрильями тощо під час проходження військової служби в лавах Повітряних сил країни.

## Зміст
Відзнака за досконалість організації є однією з нагород, призначених для колективного заохочення військового формування в лавах Повітряних сил США. Відзнака була заснована наказом секретаря Повітряних сил від 26 серпня 1969 року і призначена для заохочення військових структур, що не є номерними військовими формуваннями, які зазвичай створюються на час виконання якогось окремого завдання і входять до складу більшого військового формування. До числа такого роду підрозділів можуть входити штабні елементи, окремі оперативні групи, Головні командування, польові оперативні агенції, спеціальні частини Повітряних сил тощо.